# Messerrücken
Der Messerrücken bezeichnet bei einem Messer den der Schneide gegenüberliegenden und stumpfen Teil der Klinge.
In der Fischzucht und Ichthyologie bezeichnet Messerrücken zudem eine anatomische Missbildung bei einigen hochrückigen Karpfenfischen wie etwa dem Blei, der Schleie oder der Karausche. Er äußert sich in einer sehr scharfen Rückenkante und ist ein Zeichen von schlechter Ernährung der Tiere.